# Entoloma subg. Entoloma
Entoloma subg. Entoloma, wie die Gattung Entoloma auch Rötlinge genannt, ist eine umfangreiche Untergattung aus der Gattung der Rötlinge, die in die acht Sektionen Entoloma, Nolanidea (Frühlingsrötlinge), Polita, Rhodopolia, Sphagnophila, Pseudonolanea, Pallideradicata und Turfosa sowie mehrere Untersektionen und Stirpse gegliedert ist.
Die Typusart ist der Mehl-Rötling (Entoloma prunuloides).

## Merkmale

### Makroskopische Merkmale
Die Untergattung Entoloma beinhaltet Arten mit ritterlingsartigen, seltener rüblings- oder nabelingsartigen Fruchtkörpern. Der gewölbte oder flach-gewölbte Hut hat häufig einen ausgeprägten Buckel, kann aber auch abgeflacht bis deutlich niedergedrückt geformt sein. Er verändert seine Farbe beim Abtrocknen (hygrophan) oder nicht. Je nach Dicke des Fleischs (Trama) scheinen die Lamellen von oben als Riefung durch. Die Oberfläche ist glatt oder nur in der Mitte schwach locker-faserig behaart. Selten hat sie eine mehr oder weniger fein gefältelte Struktur.

### Mikroskopische Merkmale
Die Hutdeckschicht (Pileipellis) ist eine Cutis oder Ixocutis aus schmalen, zylindrischen Pilzfäden (Hyphen). Sie haben einen Durchmesser von 2 bis 7 µm und sind vor allem in den Endzellen etwas breiter. Die Subcutis ist gut entwickelt oder nicht. Sofern vorhanden, besteht sie aus breiten, aufgeblasenen Elementen, die an den Querwänden (Septen) häufig eingeschnürt sind. Sie sind 20–100 µm lang und 6–25 µm breit. Die Trama der Lamellen und des Huts setzt sich aus kurzen, zylindrischen bis aufgeblasenen Elementen zusammen. Sie haben eine Länge von 20 bis 100 µm, selten mehr. Das Pigment ist im Zellsaft gelöst (intrazellulär), außen auf der Hyphenwand aufgelagert (inkrustierend) oder in der Zellwand enthalten (parietal) und tritt des Öfteren in Kombination auf, allerdings häufig mit unterschiedlicher Topografie. Schnallen sind an den Hyphensepten meist reichlich vorhanden.

## Systematik
Im Jahre 1838 beschrieb Elias Magnus Fries den Tribus Entoloma der Gattung Agaricus. 1844 stellte Gottlob Ludwig Rabenhorst das Taxon auf den Rang einer Untergattung. 1871 kombinierte Paul Kummer Entoloma als Gattung um. 15 Jahre später übertrug Lucien Quélet das Taxon als Untergattung in die Gattung Rhodophyllus. Nach weiteren 3 Jahren stellte Joseph Schröter die Ug. Entoloma in die Gattung Hyporrhodius. Im Jahre 1943 beschrieb Henri Romagnesi das Synonym Rhodophyllus subgenus Romagnesia. Die Untergattung beinhaltet die Typusart der Gattung Entoloma und erhält deshalb automatisch den Namen der übergeordneten Gattung (Autonym).

### SektionEntoloma
Die Sekt. Entoloma umfasst Arten, deren fleischige Fruchtkörper einen ritterlingsartigen Habitus besitzen. Der Hut ist hygrophan oder nicht und hat entweder keinen oder nur einen undeutlich durchscheinend gerieften Rand. Die Arten fruktifizieren im Herbst.
Hier befinden sich die Rötlinge mit den größten Fruchtkörpern, darunter beispielsweise der Lilablaue Rötling (Entoloma bloxamii) und der Riesen-Rötling (Entoloma sinuatum).
Manche Arten, die früher dieser Sektion zugerechnet wurden, haben eher kleine, isodiametrische Sporen mit relativ dünnen, leicht cyanophilen Wänden, ähnlich dem Sporentyp der Sektion Turfosa und der Gattung Tellerlinge (Rhodocybe). Machiel E. Noordeloos' Überlegungen gingen deshalb in die Richtung, diese Taxa in die Gattung der Tellerlinge zu transferieren. 2011 wurden die entsprechenden Taxa (gemeinsam mit Taxa aus der Sektion Turfosa) auf der Grundlage phylogenetischer Analysen in die neue Gattung Entocybe umkombiniert.

#### UntersektionEntoloma

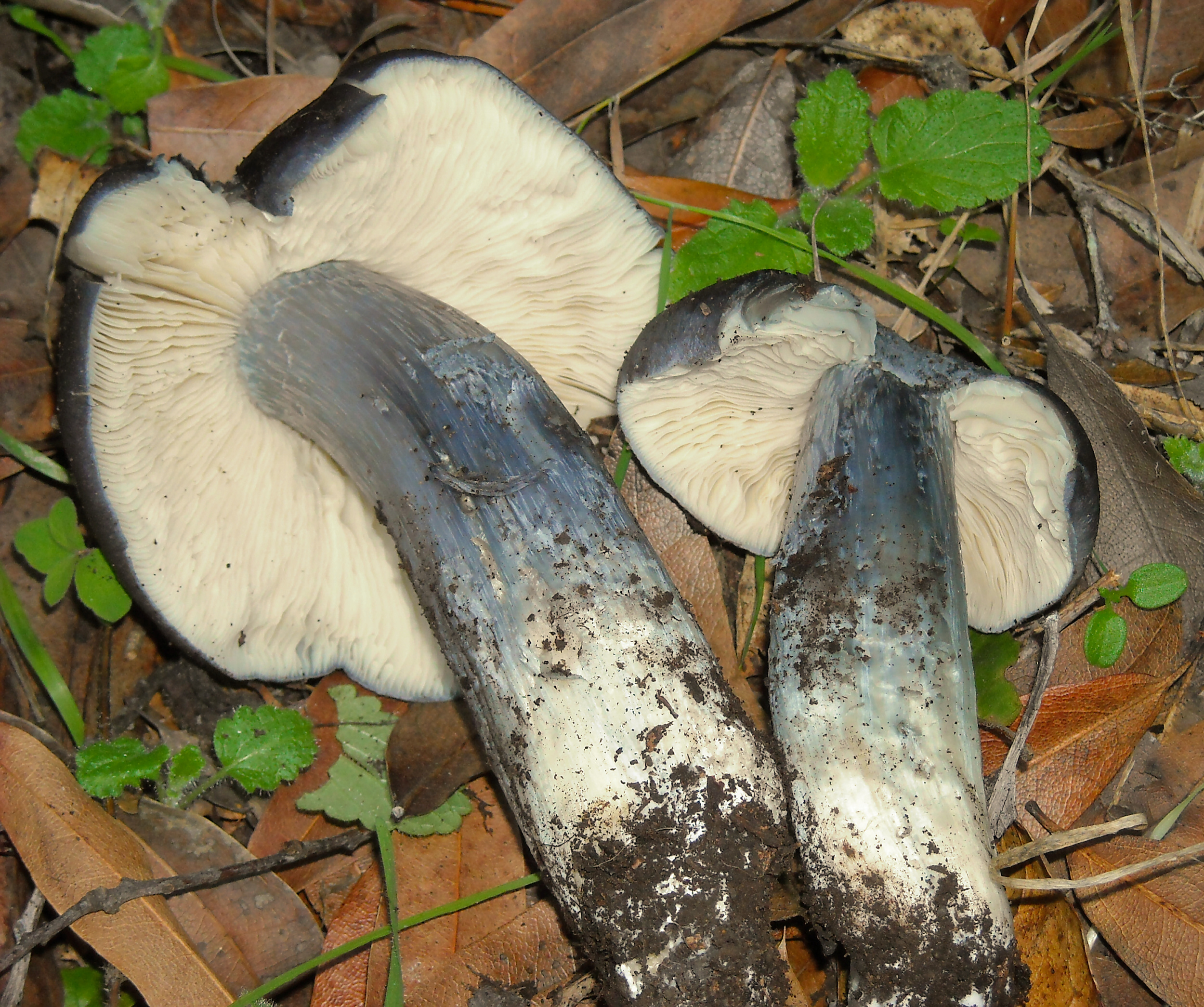
Lilablauer Rötling
(Entoloma bloxamii)

Die Untersektion Entoloma beinhaltet überwiegend bekannte Arten mit relativ kleinen, gleichmäßig symmetrischen (isodiametrischen) und in der Seitenansicht (4–)6-eckigen Sporen. Taxa mit Sporen, die manchmal auf Rasterelektronenmikroskopaufnahmen ein unvollständiges Netz zeigen, was einen Übergang zum Sporentyp der Tellerlinge (Rhodocybe) darstellt, werden seit 2011 nicht mehr zur Gattung Entoloma, sondern zur Gattung Entocybe gezählt, darunter der Stahlblaue Rötling (Entocybe nitida). Die Arten in der Untersektion Sinuata haben deutlich größere und anders geformte Sporen mit ausgeprägteren Ecken und ein für Rötlinge typisches, vollständiges Rippenskelett.
- Lilablauer Rötling – Entoloma bloxamii (Berkeley & Broome 1854) Saccardo 1887
  - Entoloma bloxamii f. caesiolamellatum Wölfel & Noordeloos 2001
- Mausgrauer Rötling – Entoloma myochroum Noordeloos & E. Ludwig 2004
- Mehl-Rötling – Entoloma prunuloides (Fries 1821 : Fries 1821) Quélet 1872
  - Entoloma prunuloides var. obscurum Arnolds & Noordeloos 2004
- Isabell-Rötling – Entoloma rubellum (Scopoli 1772) Gillet 1874
- Olivgrüner Rötling – Entoloma viridans (Fries 1863) P. Karsten 1879

#### UntersektionSinuata
In der Untersektion Sinuata sind Arten mit iso- bis heterodiametrischen und in der Seitenansicht 5–7-(–8)-eckigen Sporen gruppiert.
- Entoloma alcedicolor Arnolds & Noordeloos 2004
- Gelbfuß-Rötling – Entoloma luteobasis Ebert & E. Ludwig 1992
- Rotfleckender Rötling – Entoloma moserianum Noordeloos 1983
- Entoloma olidum Noordeloos & T. Borgen 1984
- Riesen-Rötling – Entoloma sinuatum (Persoon 1801 : Fries 1821) P. Kummer 1871

### SektionNolanidea(Frühlingsrötlinge)

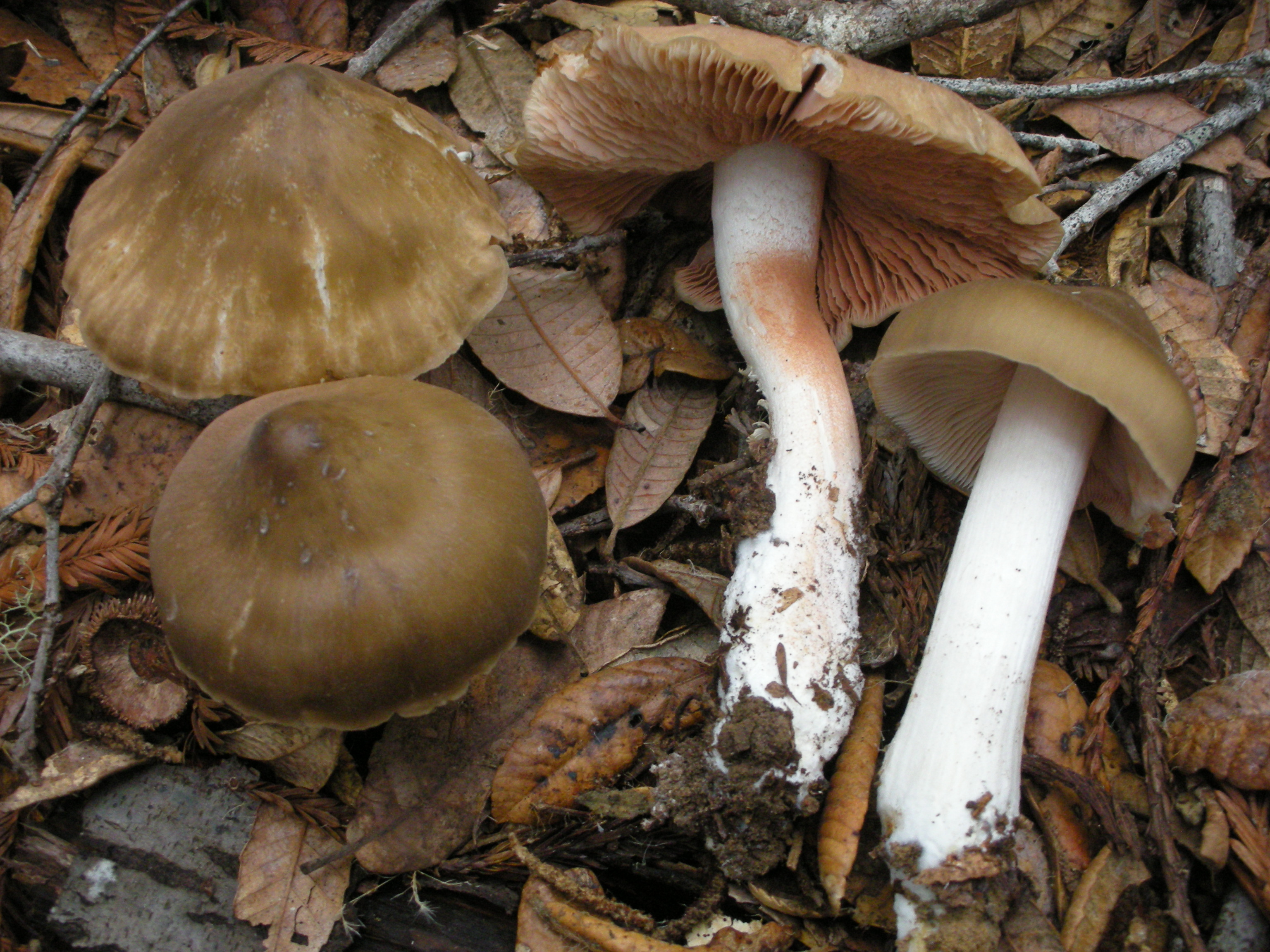
Gestreifter Frühlings-Rötling
(Entoloma aprile)

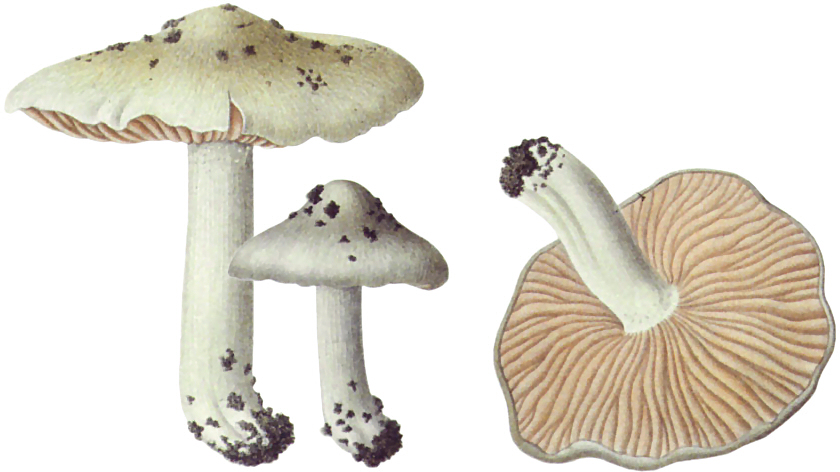
Silbergrauer Rötling
(Entoloma saundersii)

Diese Sektion wurde hauptsächlich für eine Gruppe ähnlicher Arten geschaffen, die sich spezielle ökologische Ansprüche teilen. Sie wachsen alle bei Rosen-, Ulmen- sowie Weidengewächsen und bilden mit den Vertretern dieser Familien eine spezielle Ektomykorrhiza. In Europa fruktifiziert die Gruppe vom späten Winter bis ins Frühjahr.
Ihre Fruchtkörper-Morphologie liegt mehr oder weniger zwischen der Sekt. Entoloma und der rhodopolium-Gruppe. Einige Taxa haben einen nicht hygrophanen Hut mit lockeren-faserigen Stellen wie der Silbergraue Rötling und bis zu einem gewissen Grad auch der Blassbraune Rötling. Die anderen Arten besitzen dagegen einen glatten, hygrophanen Hut wie E. rhodopolium und dessen Verwandte.
Die Artabgrenzung ist bisweilen schwierig und führt häufig zu Verwirrung, besonders im Hinblick auf den Schild-Rötling und den Gestreiften Frühlings-Rötling. Häufig auftretende, blasse Exemplare verstärken die Vermutung, dass es sich beim Schneeweißen Frühlings-Rötling lediglich um eine Albinoform des Schild-Rötlings handelt.
Der sehr ähnliche Silbergraue Rötling mit seinem schwach hygrophanen Hut hat vor allem eine glimmerige bis locker-faserige Bedeckung und ist mikroskopisch durch große, vieleckige Sporen gekennzeichnet. Auch öffnen sich die Hüte häufig schon, wenn sie teils noch in der Erde stecken, weshalb die reifen Fruchtkörper mit Erdpartikeln bedeckt sind.
Darüber hinaus existiert mit dem Blassbraunen Rötling eine weitere ähnliche Art, die Fruchtkörper mit blassen, stark hygrophanen, glatten Hüten und rötlich fleckenden Druckstellen besitzt. Die Guaiac-Farbreaktion scheint jedoch unbeständig zu sein, weshalb sie sich nicht dazu eignet, die Arten in der Sekt. Noladinea voneinander zu unterscheiden.
- Gestreifter Frühlings-Rötling – Entoloma aprile (Britzelmayr 1885) Saccardo 1887
- Schild-Rötling – Entoloma clypeatum (Linnaeus 1753) P. Kummer 1871
  - Entoloma clypeatum f. hybridum (Romagnesi 1947) Noordeloos 1981
  - Entoloma clypeatum f. pallidogriseum Noordeloos 1981
  - Entoloma clypeatum f. xanthophyllum Noordeloos 1981
  - Entoloma clypeatum var. defibulatum Noordeloos 1981
  - Entoloma clypeatum var. hybridum Noordeloos 1981
- Schneeweißer Frühlings-Rötling – Entoloma niphoides Romagnesi 1947 ex Noordeloos 1985
- Silbergrauer Rötling – Entoloma saundersii (Fries 1874) Saccardo 1887
- Blassbrauner Rötling – Entoloma sepium (Noulet & A. Dassier 1838) Richon & Roze 1888

### SektionPallideradicata
In der Sektion Pallideradicata sind Fruchtkörper mit (schlankem) ritterlingsartigem Habitus, konischem bis polsterförmigem Hut, angehefteten bis überwiegend freien Lamellen und einen relativ schlanken Stiel gruppiert. Der nicht oder schwach hygrophane Hut hat keine durchscheinende Riefung und eine glatte bis seidig glänzende oder sehr deutlich radial adrige Oberfläche, die weiß oder sehr blass gefärbt ist. Die Sporen sind heterodiametrisch. Die Lamellenschneiden sind entweder fertil oder heterogen. Cheilozystiden sind entweder vorhanden oder fehlen, Pleurozystiden fehlen. Die Huthaut ist eine gut differenzierte (Ixo-)Cutis aus schmalen, zylindrischen Hyphen mit intrazellulärem und/oder parietalem Pigment. Die Trama besteht aus relativ langen Hyphen. Schnallen an den Hyphensepten fehlen.

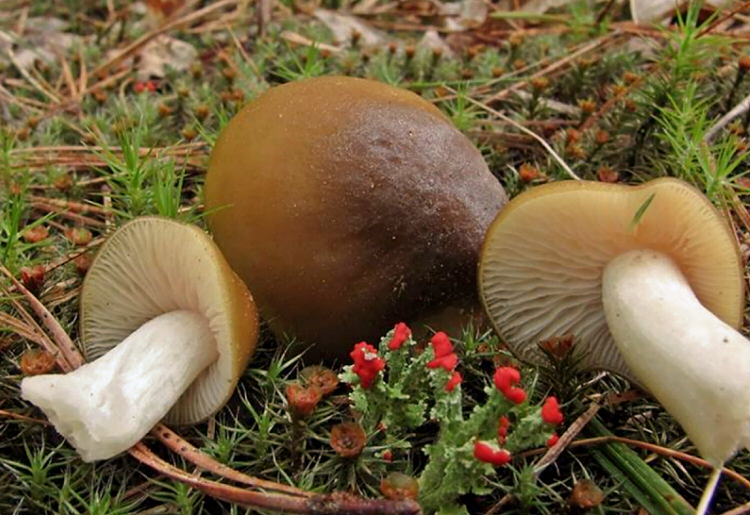
Entoloma bicolor

Ursprünglich enthielt diese Sektion nur eine einzige europäische Art sowie mutmaßliche Verwandtschaften mit außereuropäischen Taxa wie Entoloma bicolor Massee aus Singapur und Rhodophyllus irinus Romagn. & Gilles sowie R. rigens Romagn. & Gilles aus dem tropischen Afrika. Die Neubeschreibung des Risspilz-Rötlings liefert Material für neue Spekulationen. Diese Art teilt in ihrem aktuellen Konzept einige interessante Merkmale mit Entoloma pallideradicatum. Dazu zählen der blasse, nicht hygrophane Hut mit der cutis-ähnlichen Hutdeckschicht, heterodiametrische Sporen und fehlende Schnallen. Außerdem haben beide Arten eine Trama, die nicht typisch rötlingsartig aus relativ langen Elementen aufgebaut ist. Deshalb wurde beschlossen, das Konzept der Sektion Pallideradicata hier leicht zu korrigieren, um Entoloma eximium zu integrieren. Trotzdem bleibt die systematische Stellung der Sektion unklar. Machiel E. Noordeloos (2004) stimmt mit Eyssartier et al. überein, die Art enger in der Ug. Entoloma zu platzieren.
- Risspilz-Rötling – Entoloma eximium Noordeloos 2004
- Entoloma pallideradicatum Hausknecht & Noordeloos 1999

### SektionPseudonolanea
Die Sekt. Pseudonolanea umfasst Fruchtkörper mit helmlings- oder rüblingsartigem, seltener ritterlingsartigem Habitus. Sie erinnern oftmals an eine Art aus der Ug. Nolanea wie der Seidige Glöckling, aber das Fleisch besteht aus typisch rötlingsartigen, kurzen und würstchenförmigen Elementen.
Diese Sektion vereint eine recht große Zahl an Arten mit relativ kleinen Fruchtkörpern. Viele davon kommen in höheren Lagen vor und zählen offensichtlich zur Funga der arktischen Tundra und (sub)alpinen Vegetation. Bei einigen Arten wurden mykorrhizaartige Verbindungen mit Zwergsträuchern aus den Gattungen Birken und Weiden nachgewiesen. Möglicherweise interagieren die Pilze auch mit dem Knöllchen-Knöterich. Darüber hinaus wurden kürzlich mehrere Arten in niedrigeren Höhenlagen entdeckt, sogar in mediterraner Buschvegetation, die möglicherweise mit Zistrosen in Verbindung stehen. Einige Arten sind durch ihr Nolanea-artiges Aussehen sehr schwer auseinanderzuhalten, weshalb für eine erfolgreiche Bestimmung eine vollständige mikroskopische Untersuchung des Tramaaufbaus erforderlich ist.
- Entoloma alnobetulae (Kühner 1978) Noordeloos 1981
- Alpen-Rötling – Entoloma alpicola (J. Favre 1955) Noordeloos 1981
- Entoloma anthracinellum (M. Lange 1957) Noordeloos 1984
- Entoloma atroenigmaticum Noordeloos & Hausknecht 2002
- Schwarzseidiger Rötling – Entoloma atrosericeum (Kühner 1978) Noordeloos 1981
  - Entoloma atrosericeum var. fusipes Noordeloos 2004
- Entoloma bicorne Noordeloos 1984
- Entoloma bipellis Noordeloos & T. Borgen 1984 (beschrieben als bipelle)
- Entoloma borgenii Noordeloos 1984
- Entoloma philocistus Hausknecht & Noordeloos 1999
- Entoloma rimulosum Noordeloos 1984
- Entoloma subarcticum Noordeloos 1984
  - Entoloma subarcticum var. obscurum Noordeloos 1984
- Entoloma subsepiaceum (Kühner 1978) Noordeloos 1984
- Entoloma svalbardense Noordeloos 2004
- Starkgebuckelter Rötling – Entoloma valdeumbonatum Noordeloos & Meusers 2004
- Entoloma vindobonense Noordeloos & Hausknecht 2004

### SektionPolita
Die Sekt. Polita umfasst innerhalb der Ug. Entoloma eine kleine Artengruppe, die durch eher voneinander abweichende Habitate gekennzeichnet ist. Die rüblings- und manchmal nabelingsartigen Fruchtkörper haben einen konvex-genabelten bis trichterförmigen Hut. Die Lamellen sind in der Regel breit am Stiel angeheftet, selten ausgebuchtet mit einem kurzen herablaufenden Zahn und manchmal deutlich herablaufend. Der Stiel ist nicht faserig und faserig-gerieft wie bei den Arten anderer Sektionen, aber mehr oder weniger poliert wie bei vielen Arten der Ug. Leptonia. Sie wachsen häufig in Gruppen an feuchten und sumpfigen Stellen unter verschiedenen Bäumen wie z. B. Erlen, Eschen und Weiden, aber auch in Eichen- und Buchenwäldern. Einige Fruchtkörper riechen entweder stark nitrös oder ranzig-mehlig und können mit kleinen Exemplaren der rhodopolium-Gruppe verwechselt werden. Die Mikromorphologie in der Sekt. Polita ähnelt stark den Merkmalen in der Sekt. Rhodopolia. Die Struktur der Huthaut und des Kontexts ist gleich. Das Pigment ist meist intrazellulär.
- Anthrazit-Rötling – Entoloma anthracinum (J. Favre 1955) Noordeloos 1981
- Entoloma bisporigerum (P.D. Orton) Noordeloos 1979
- Ranziger Feuchtstellen-Rötling – Entoloma caccabus (Kühner 1954) Noordeloos 1980
- Frankenstein-Rötling – Entoloma caeruleopolitum Noordeloos & Brandt-Pedersen 1984
- Zistrosen-Rötling – Entoloma cistophilum Trimbach 1981
- Grauschwarzer Zwerg-Rötling – Entoloma engadinum (E. Horak 1962) Noordeloos 1982
- Tiefgenabelter Glöckling – Entoloma fridolfingense Noordeloos & Lohmeyer 1995
- Entoloma melenosmum Noordeloos 1984
- Starkriechender Rötling – Entoloma nausiosme Noordeloos 1987
- Glänzender Nitrose-Rötling – Entoloma politum (Persoon 1801 : Fries 1821) Donk 1949
- Entoloma reae (Maire 1910) Noordeloos 1992 (beschrieben als reaae)

### SektionRhodopolia
Hut deutlich hygrophan, bei dünnfleischigen Arten meist stark durchscheinend gerieft. Pigment intrazellulär, inkrustierend oder eine Kombination beider Typen.
Den Kern der Ug. Entoloma bildet die rhodopolium-Gruppe. In Noordeloos' erster Klassifikation der Ug. Rötlinge befanden sich alle Arten in der Sekt. Rhodopolia, die in die beiden Untersektionen Rhodopolia und Typodochroa gegliedert war. Die Untersekt. Rhodopolia  umfasste Arten mit überwiegend intrazellulärem Pigment, wohingegen in der Untersekt. Typodochroa Arten mit inkrustierendem Pigment gruppiert waren. Im ersten Band seiner Monografie verwarf der Autor diese Aufteilung. Mit zunehmender Kenntnis der Gruppe verstärkte sich der Eindruck, dass die Pigmentation nicht verwendet werden sollte, um Arten dieser Gruppe zuzuordnen oder davon abzutrennen. Beispiele wie Horngrauer Rötling vs. Schwachgeriefter Rötling, Alkalischer Rötling vs. Weiden-Rötling und die bei einigen alpinen-arktischen Arten vorgefundenen Umstände zeigen, dass sich ähnliche oder nah verwandte Arten einzig in ihrem Pigmentationstyp unterscheiden können. Deshalb wurden die beiden Untersektionen in eine große Sektion zusammengeführt.
Largent hält in seinem Bericht über die Entolomataceae der Westlichen Vereinigten Staaten die Sektionen Rhodopolia und Typodochroa aufrecht und stellt mit Subsaundersii und Lividoalbum zwei weitere Sektionen auf. Die Hauptkriterien für diese Neuordnung der Arten basiert im Wesentlichen auf den Merkmalen der Huthaut: opak gegenüber durchscheinend, leicht gegenüber deutlich hygrophan.
Tatsächlich nimmt die europäische Art E. saundersii in der Sekt. Nolanidea wegen der glänzend aussehenden Hutoberfläche eine isolierte Stellung ein. Ein vollständiger Vergleich der europäischen mit den nordamerikanischen Arten kann letztlich zu einer Umverteilung dieser Art innerhalb der Ug. Entoloma führen.
Zahlreiche Feldbeobachtungen großer Rötlingsarten ließen eine gewisse Tendenz erkennen, dass der Hut weniger hygrophan, weniger durchscheinend aussieht, was sicherlich etwas mit der Dicke des Fleischs zu tun hat. Die frischen, sowohl jungen als auch reifen Fruchtkörper einiger Arten wie der Weißstielige Rötling und der Keulenfüßige Rötling können mit einem vergänglichen, silbernen Reif oder sehr fein und verteilt faserigen Stellen, die im Alter verschwinden, bedeckt sein. Dadurch erscheint der Hut zunächst undurchsichtig. Bei Feuchtigkeit ist die Hutoberfläche glatt und fühlt sich bei Berührung etwas fettig an. Ein ähnliches Phänomen konnte in der Sekt. Nolanidea beim Schild-Rötling beobachtet werden. Die kürzlich neu entdeckten Arten Entoloma griseorugulosum und Entoloma griseopruinatum stellen das Ende der Bandbreite von hygrophanen und glatten zu nicht hygrophanen und bereiften oder fein gefältelten Hüten dar. Interessant ist in diesem Zusammenhang die Wiederentdeckung von Entoloma platyphylloides mit einer faserig-gestreiften Hutoberfläche.
Ein besonderer Fall ist der Torf-Rötling. Diese seltene Art ist typisch für Torfmoore im Tiefland, die einst in prähistorischer Zeit große Bereiche des atlantischen Teils von Europa bedeckten. Der Pilz besitzt eine Reihe von abweichenden Merkmalen, darunter der zugespitzte Hut mit den luftig-faserigen Stellen, die ein Schleier des Universalvelums sein können, sowie ein ungewöhnlicher heterodiamatrischer, vieleckiger Sporentyp. Diese Unterschiede können in der Tat einen sektionalen Status dieser Art rechtfertigen. Vorerst, auch im Hinblick auf die bevorstehende molekulare Forschung, zieht es Machiel E. Noordeloos vor, die Ordnung der Arten in der Sekt. Rhodopolia in Stirps beizubehalten, um die Bestimmung zu erleichtern.

#### StirpsBrassicolens
Die Fruchtkörper im Stirps Brassicolens haben einen nicht oder schwach hygrophanen Hut, der sich bei Berührung fettig anfühlt und der im Alter eine leicht bis stark fein gefältelte Oberfläche besitzt. Der strenge, stinkende Geruch erinnert an verfaulten Kohl. Das Pigment ist intrazellulär und Schnallen sind an den Hyphensepten reichlich vorhanden.
- Kohlgeruch-Rötling – Entoloma brassicolens (D.A. Reid 1965) Noordeloos 1981

#### StirpsKallioi
Den Stirps Kallioi kennzeichnen Fruchtkörper mit hygrophanen Hüten ohne durchscheinende Riefung. Cheilozystiden sind vorhanden und sehen faden- bis korralenförmig aus. Das Pigment ist intrazellulär. Zahlreiche Hyphensepten  weisen Schnallen auf.
- Entoloma kallioi Noordeloos 1981

#### StirpsLividoalbum

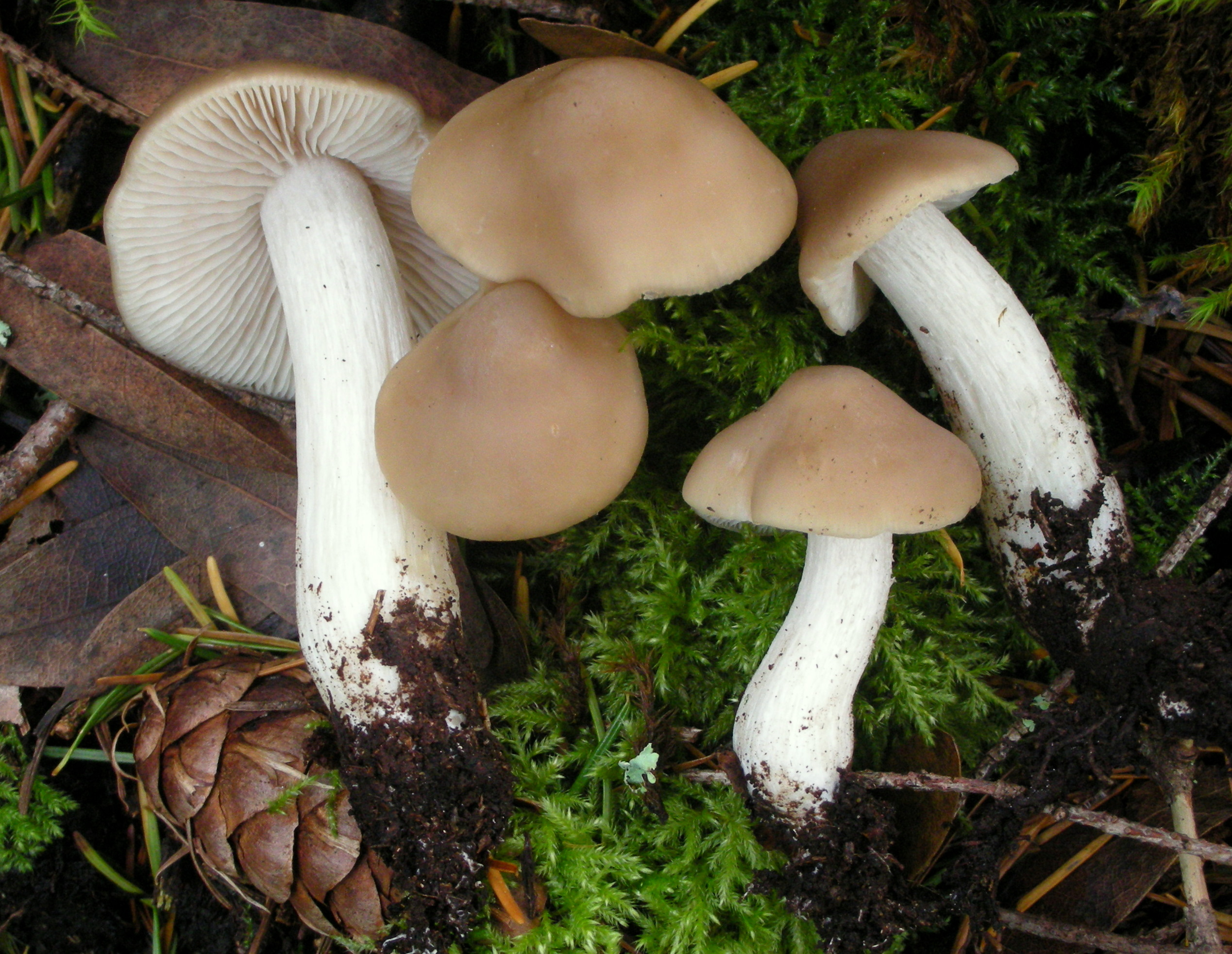
Weißstieliger Rötling
(Entoloma lividoalbum)

Den Stirps Lividoalbum kennzeichnen kräftige Fruchtkörper mit relativ festem, kompaktem Fleisch. Der Hut ist glatt und deutlich oder schwach hygrophan. Frische Exemplare sind oftmals mit zerstreuten, luftig-lockeren Fasern besetzt und/oder radialfaserig strukturiert. Manchmal zeigt die Hutoberfläche eine vollständige feine Bereifung. Das Pigment ist intrazellulär.
- Graustieliger Rötling – Entoloma griseoluridum (Kühner 1954) M.M. Moser 1978
- Entoloma griseopruinatum Noordeloos & Cheype 2004
- Weißstieliger Rötling – Entoloma lividoalbum (Kühner & Romagnesi 1954) Kubička 1975
- Entoloma singulare (Romagnesi 1974) Bon & Courtecuisse 1987

#### StirpsMyrmecophilum
Die Fruchtkörper im Stirps Myrmecophilum werden relativ groß und besitzen ein mittel- bis dickes Fleisch. Der Hut ist häufig dunkelbraun mit roten, gelben oder grauen Tönen gefärbt. Die Hutoberfläche ist hygrophan, manchmal allerdings schwach, häufig deutlich durchscheinend gerieft und vor allem in der Mitte oft etwas opak mit einigen luftig-locker aufliegenden Fasern, seltener radial faserig strukturiert. Das Pigment ist überwiegend inkrustierend, aber vielfach auch zusätzlich intrazellulär.
- Raslings-Rötling – Entoloma gerriae Noordeloos 1981
- Entoloma griseorugulosum Noordeloos & Fernández Sasia 2004
- Keulenfüßiger Rötling – Entoloma myrmecophilum (Romagnesi 1974) M.M. Moser 1978
  - Entoloma myrmecophilum var. coalescens Noordeloos & Luhmann 1995
- Nadelwald-Rötling – Entoloma venosum Gillet 1874 (beschrieben als venosus)

#### StirpsRhodopolium

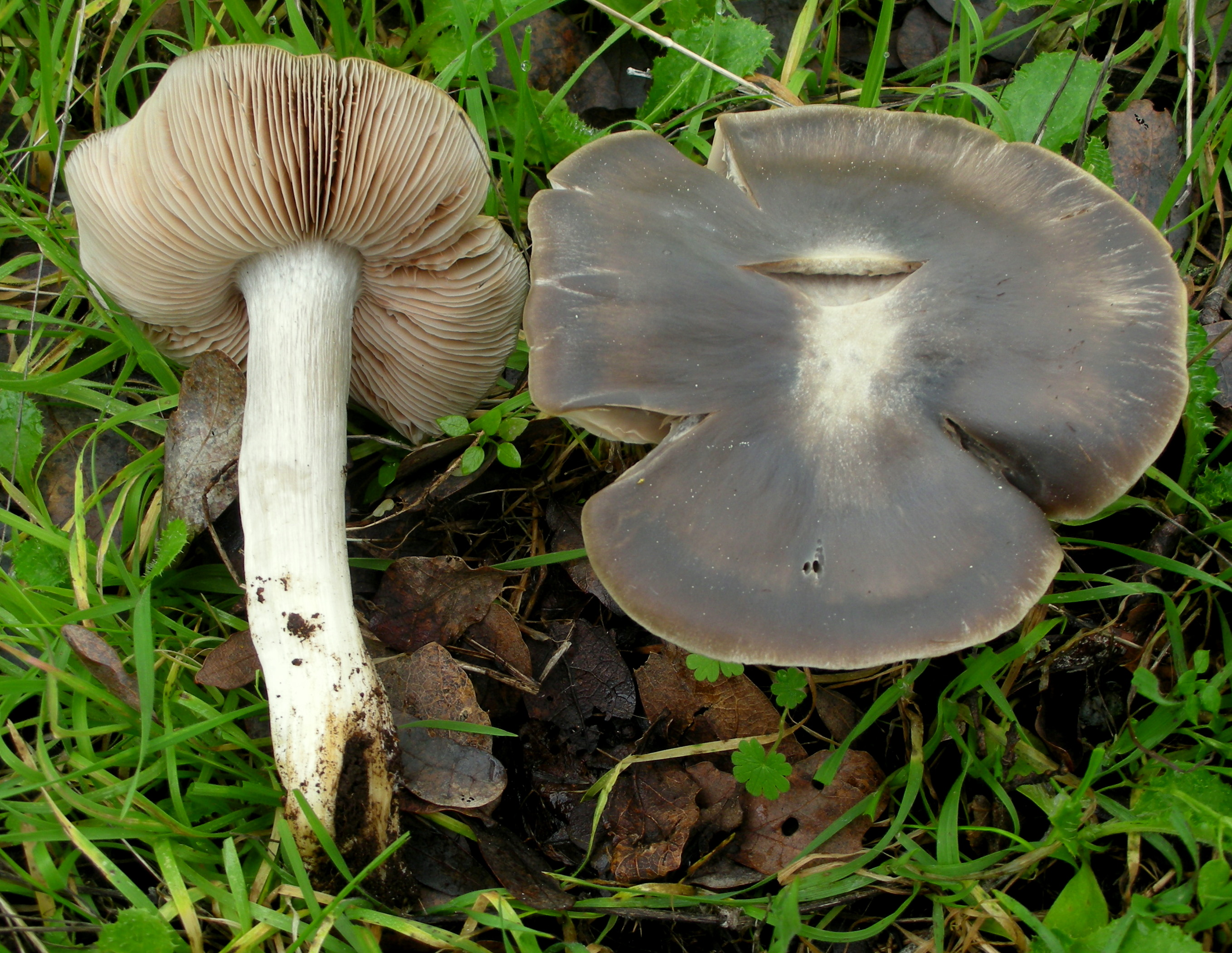
Niedergedrückter Rötling
Entoloma rhodopolium agg.

Die Fruchtkörper im Stirps Rhodopolium sind mittelgroß bis groß, relativ dünnfleischig und brüchig. Der Hut ist gebuckelt oder in der Mitte abgeflacht. Das Pigment ist intrazellulär, häufig schwierig zu erkennen und wohl auch parietal, jedoch nie inkrustierend.
- Krauser Rötling – Entoloma difforme Naveau 1923
- Entoloma leucocarpum Noordeloos 1981
- Noordeloos' Rötling – Entoloma noordeloosii Hausknecht 1999
- Kleinsporiger Pappel-Rötling – Entoloma pseudoexcentricum (Romagnesi 1937) Kreisel 1984
  - Entoloma pseudoexcentricum var. microsporum Noordeloos & E. Ludwig 2004
- Niedergedrückter Rötling – Entoloma rhodopolium (Fries 1818 : Fries 1821) P. Kummer 1871
  - Alkalischer Rötling – Entoloma rhodopolium var. nidorosum (Fries 1838) Noordeloos 1989
  - Entoloma rhodopolium var. pseudopolitum Noordeloos 2004
- Entoloma roseoalbum Arnolds & Noordeloos 2004
- Rotfüßiger Rötling – Entoloma rubrobasis Noordeloos 1992
- Blasser Rötling – Entoloma speculum (Fries 1836) Quélet 1872

#### StirpsSericatum

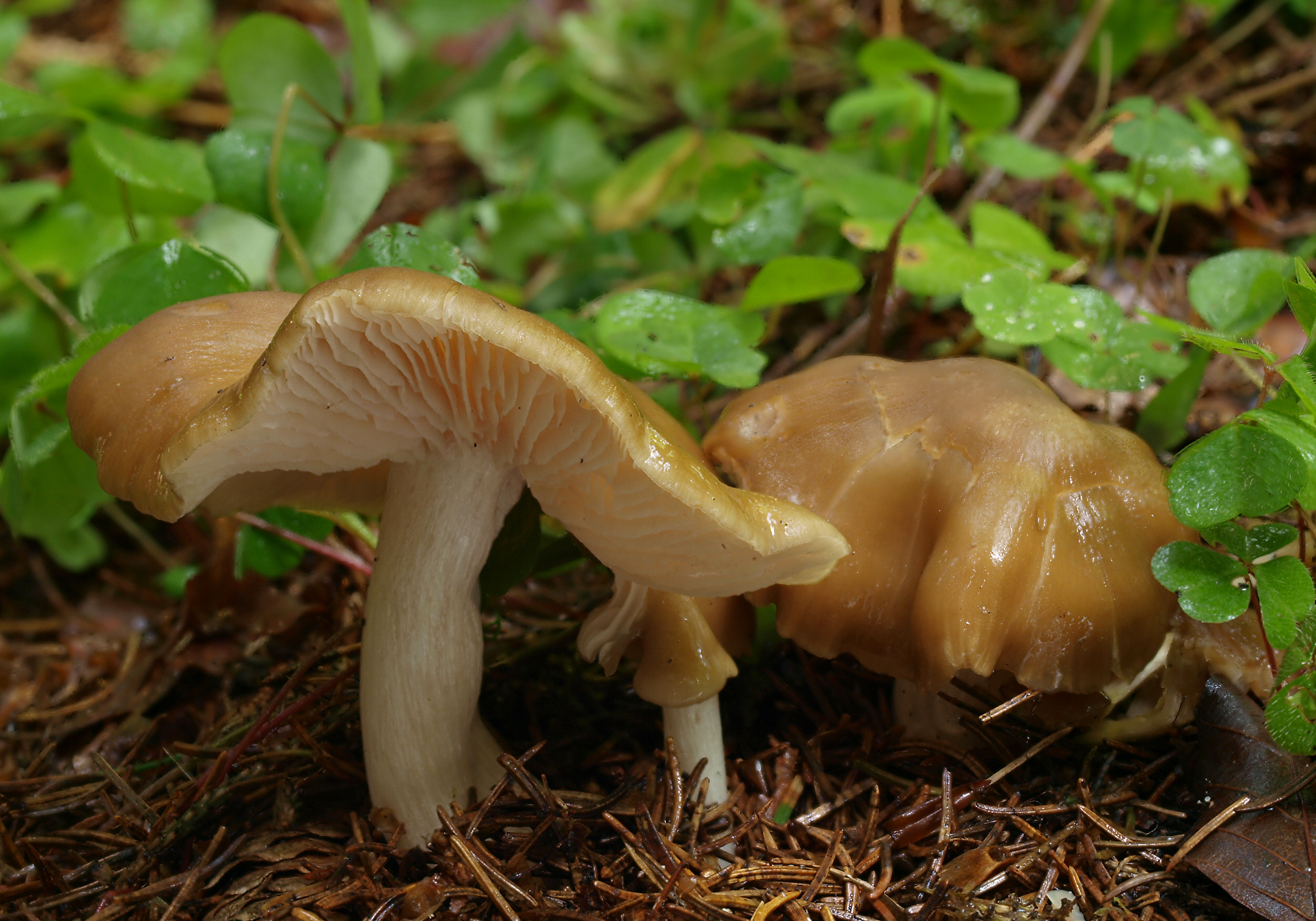
Weiden-Rötling
(Entoloma sericatum)

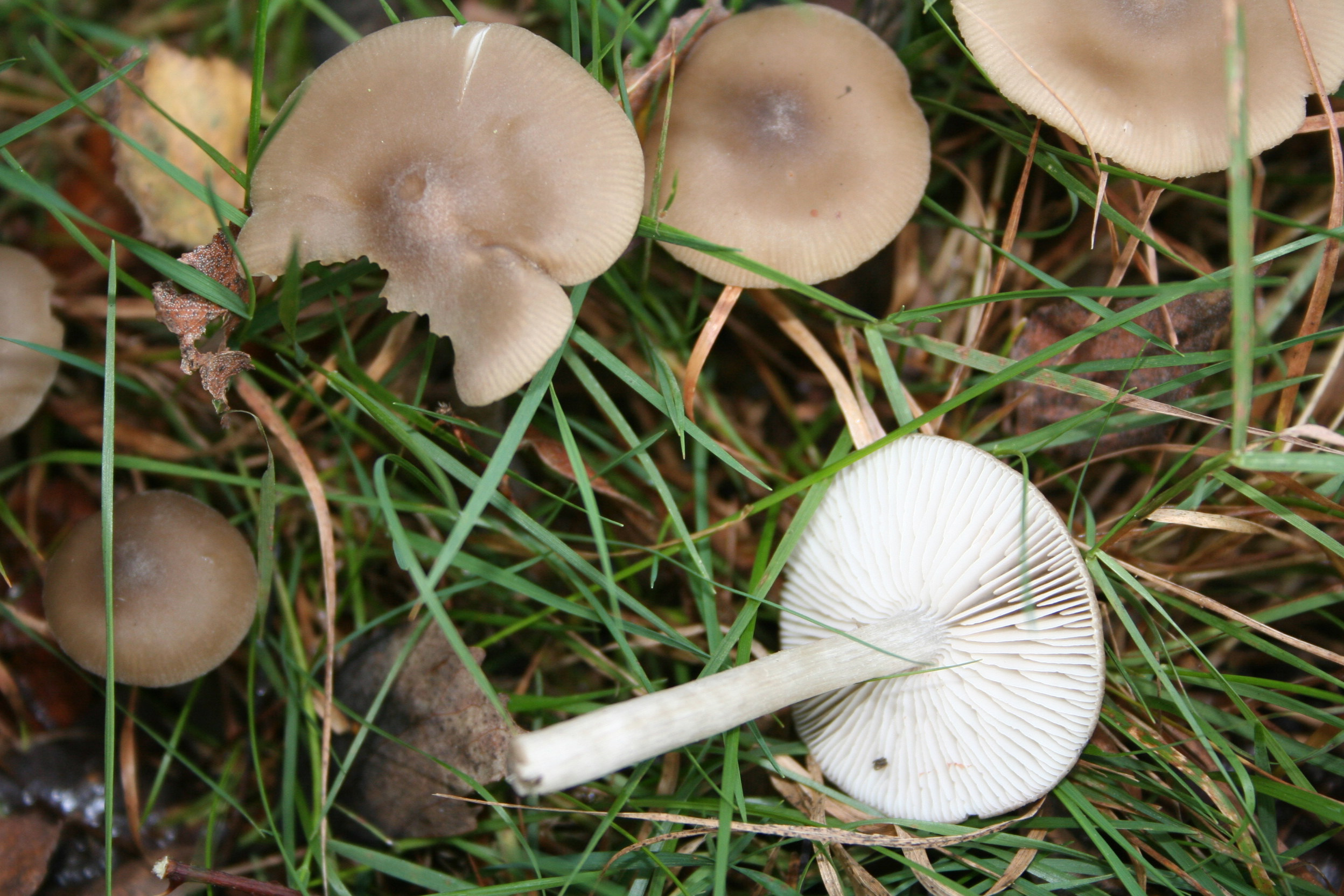
Horngrauer Rötling
(Entoloma sordidulum)

Fruchtkörper im Stirps Sericatum sind relativ schmächtig und besitzen ein brüchiges Fleisch. Das Pigment in der oberen Hutdeckschicht ist deutlich inkrustierend und zusätzlich häufig intrazellulär.
- Doppelgänger-Rötling – Entoloma inusitatum Noordeloos, Enderle & H. Lammers 1995
- Mai-Rötling – Entoloma majaloides P.D. Orton 1960
- Weiden-Rötling – Entoloma sericatum (Britzelmayr 1893) Saccardo 1895
  - Entoloma sericatum var. saliciphilum (Noordeloos 1981) Noordeloos 2004
- Horngrauer Rötling – Entoloma sordidulum (Kühner & Romagnesi 1955) P.D. Orton 1960
- Schwachgeriefter Rötling – Entoloma subradiatum (Kühner & Romagnesi 1954) M.M. Moser 1978
  - Entoloma subradiatum var. caespitosum E. Ludwig 2007

#### StirpsTransvenosum
Die Fruchtkörper im Stirps Transvenosum besitzen einen hygrophanen hut mit einer nicht vollständig glatten, aber radial fein gefältelter Oberfläche. Die dicklichen, aderigen Lamellen haben eine braun-graue Farbe.
- Entoloma transvenosum Noordeloos 1982
  - Entoloma transvenosum var. microsporum Noordeloos & Hausknecht 2004

### SektionSphagnophila
In der Sekt. Sphagneti sind Fruchtkörper mit einem ritterlingsartigen Habitus und vieleckigen, meist knotig-höckerigen Sporen vertreten. Der Hut junger Exemplare ist mit faserigen Stellen bedeckt, die von einem Universal Velum stammen könnten. Das Pigment ist reichlich vorhanden, braun und intrazellulär. Schnallen sind vorhanden. Markant ist der spezielle Lebensraum in Torfmooren, in denen die Fruchtkörper zwischen toten oder lebenden Torfmoosen wachsen.
- Torf-Rötling – Entoloma sphagneti Naveau 1923

### SektionTurfosa
Die Arten der Sekt. Turfosa kennzeichnen sehr kleine, dünnwandige Sporen mit vielen Ecken, die an die Sporen von Tellerlingen (Rhodocybe) erinnern.
Die Arten dieser Sektion haben in der Regel einen sehr merkwürdigen Sporentyp mit vielen Ecken und im Vergleich
zu anderen Rötlingen sehr dünnen Wänden. Die Sporen lassen sich gut mit Baumwollblau einfärben (cyanophil). Untersuchungen mit dem Rasterelektronenmikroskop haben gezeigt, dass die Sporen eine Ähnlichkeit mit den Sporen der Tellerlinge aufweisen. In Nordamerika hat Largent ähnliche Arten in der Sektion Trachyspora beschrieben. Zusätzliche Untersuchungen der Tellerlinge durch Baroni führten letztlich dazu, dass die Arten der Sektion Trachyspora in die Gattung Rhodocybe transferiert wurden. 2011 wurden die meisten Taxa der Sektionen Turfosa und Trachyspora auf der Grundlage phylogenetischer Untersuchungen in die Gattung Entocybe umkombiniert.
- Entoloma cancrinellum (M. Lange 1957) Noordeloos 1984
- Entoloma pluteisimilis Noordeloos & C.E. Hermosilla 2004

Ehemalige Mitglieder der Sektion und inzwischen nicht mehr Teil der Gattung Entoloma:
- Sepiabrauner Rötling – Entocybe pseudoturbida
- Drehstiel-Rötling – Entocybe turbida
- Winter-Rötling – Entocybe vinacea
  - Entocybe vinacea var. fumosipes
  - Entocybe vinacea var. violeipes

### Art mit unklarer Position
- Milchlingsähnlicher Rötling – Entoloma lactarioides Noordeloos & Liiv 1992